# Flexus
Flexus (plurale: flexūs) è un'espressione di origine latina utilizzata in esogeologia per indicare formazioni geologiche extraterrestri la cui forma ricordi quella di una cresta arrotondata o erosa. Il termine è attualmente utilizzato solamente in relazione ad alcune strutture presenti su Europa (uno dei quattro principali satelliti di Giove) cui sono stati attribuiti nomi di personaggi connessi con il mito di Europa.

## Flexūs su Europa
- Cilicia Flexus
- Delphi Flexus
- Gortyna Flexus
- Phocis Flexus
- Sidon Flexus